# 愛知県道46号西尾知多線
愛知県道46号西尾知多線（あいちけんどう46ごう にしおちたせん）は、愛知県西尾市から愛知県知多市を結ぶ主要地方道である。

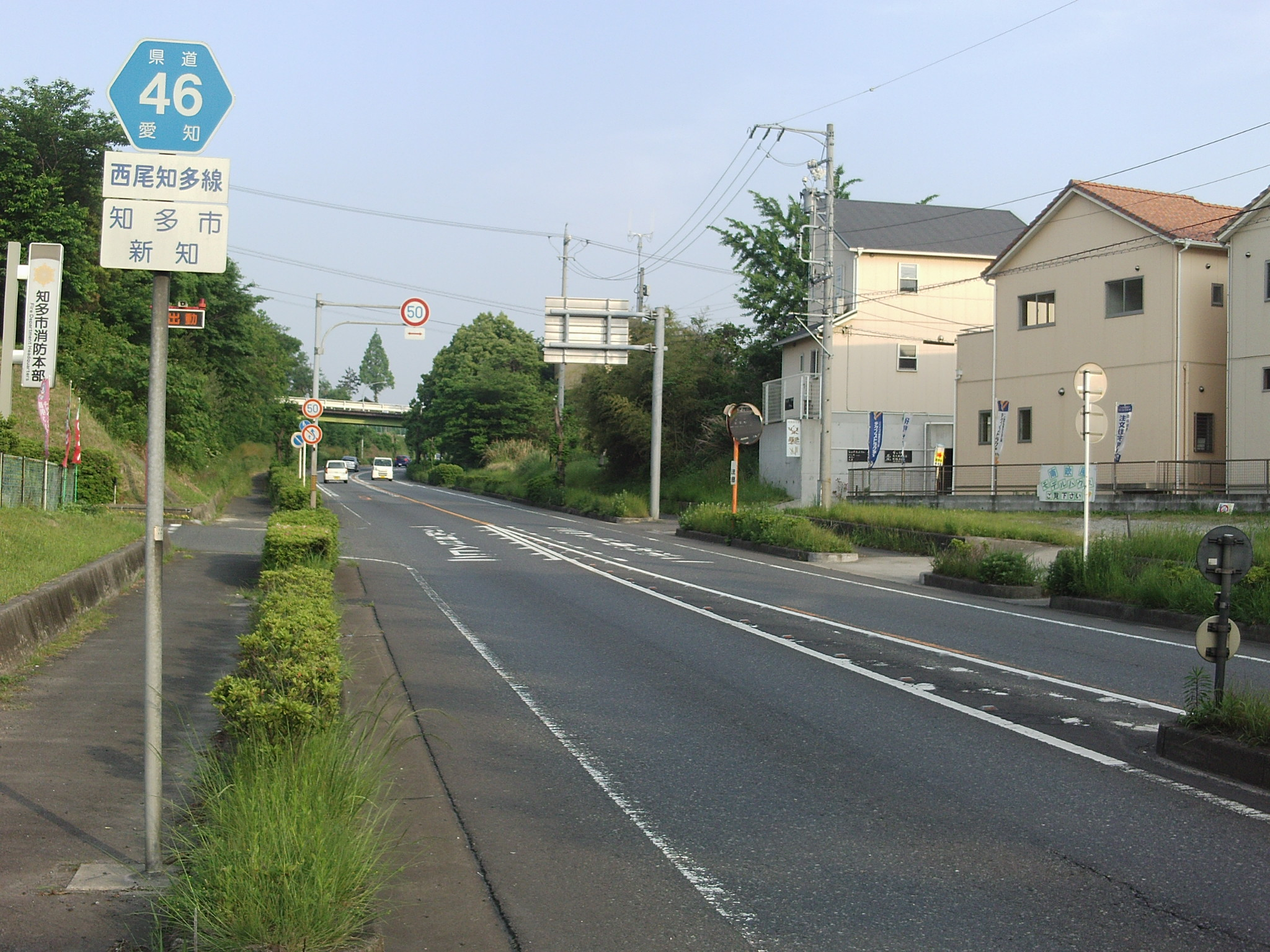
終点付近、知多市消防本部前（知多市新知）

## 概要
途中高浜市、衣浦大橋、半田市を通った後、知多半島道路阿久比ICに接続する。さらに西に進み、国道247号（国道155号）西知多産業道路の長浦ICに至る。

## 沿革
- 1965年11月29日 認定

## 地理

### 通過する自治体
- 愛知県
  - 西尾市 - 安城市 - 碧南市 - 高浜市 - 半田市 - 知多郡阿久比町 - 知多市

### 交差する道路
- 愛知県道12号豊田一色線・愛知県道44号岡崎西尾線（岡崎街道）（米津橋北交差点）
- 愛知県道291号米津碧南線（米津橋北交差点 - 米津町地内で重複）
- 愛知県道45号安城碧南線（東端町交差点）
- 愛知県道295号道場山安城線（西端小学校西交差点）
- 愛知県道304号碧南高浜環状線（高浜市向山町地内）
- 愛知県道50号名古屋碧南線（高浜市役所南交差点 - 横浜橋北交差点で重複）
- 国道419号（衣浦大橋東交差点）
- 国道247号（衣浦大橋東交差点 - 衣浦大橋西交差点で重複）
- 国道366号（師崎街道）（亀崎北浦交差点）
- 愛知県道55号名古屋半田線（半田街道）（福住交差点、卯坂交差点）
- 知多半島道路（阿久比IC）
- 国道155号・国道247号（美城ヶ根（常滑街道）交差点、長浦IC（西知多産業道路））

### 沿線周辺
- 油ヶ淵
- 碧南勤労青少年水上スポーツセンター
- 高浜市役所
- JR武豊線 亀崎駅
- 日本福祉大学半田キャンパス